# Métal Urbain
Métal Urbain est un groupe de punk rock français, originaire de Paris. Formé en 1976, il est l'un des tout premiers groupes de punk rock locaux, mais est également considéré par la presse spécialisée comme le groupe phare de la scène punk française,. Le groupe est, à ses débuts, très influencé d'une part par la scène proto-punk américaine (notamment The Stooges), et d'autre part par la première scène punk britannique (The Sex Pistols, The Clash). Métal Urbain réussit cependant à se faire un nom parmi le florilège de jeunes formations punks par une approche électronique, apparentée à celle du groupe américain Suicide.
Cette originalité fait connaître Métal Urbain bien au-delà des frontières de la France, où le groupe n'a jamais réussi à percer. À l'inverse, il a acquis une certaine notoriété au sein des scènes alternatives anglaise et américaine, et ce malgré des textes en français. Malgré une distribution limitée en France, Métal Urbain a été une influence essentielle dans le développement de la scène punk française des années 1980 : cette influence est visible chez des groupes français tels que Bérurier Noir ou encore Ludwig von 88, qui utiliseront abondamment les boîtes à rythmes et autres percussions électroniques.
Les titres phares du groupe sont Panik, Paris maquis, Hystérie connective et Crève salope (ce dernier titre étant écrit en réponse à Philippe Manœuvre, alors critique chez Rock & Folk, pour avoir descendu le groupe, mais aussi Patrick Eudeline, dixit Éric Debris dans Un bon hippie est un hippie mort).

## Biographie

### Première période (1976–1980)
Le groupe est formé en 1976, et donne son premier concert le 10 décembre 1976. Métal Urbain nait des cendres de De Sade, un groupe electro-trash formé par Éric Débris, Rikky Darling et Zip Zinc qui ne dure que le temps de deux répétitions. Le style de De Sade est influencé par l'album Metal Machine Music de Lou Reed : ils veulent créer une musique violente avec des synthétiseurs,. Éric Débris et Rikky Darling se sont rencontrés au Lycée Rodin dans le 13e arrondissement de Paris, où ils ont également côtoyé Jacno et Pierre Meige. Débris, Zip Zinc, Jacno et Meige ont aussi joué ensemble dans Bloodsucker avec Elli Medeiros. Au début sans chanteur, De Sade va recruter Clode Panik au micro juste parce qu'il est leur pote et a une dégaine qui leur convient.
Métal Urbain fait son premier concert dans la salle du Golf-Drouot et ils n'ont alors que cinq chansons de prévues : No Fun, Snuff Movie, Métal Urbain, Lady Coca-Cola et enfin une reprise en français de Anarchy in the U.K. des Sex Pistols. Le concert est alors interrompu au bout de trois chansons à la suite d'une bagarre entre les différents groupes du public : d'un côté les habitués du Golf-Drouot, venus écouter de la musique calme, de l'autre les amis du groupe, dont des membres de Asphalt Jungle,,.
Juste avant l'enregistrement de leur premier 45 tours, Panik, le guitariste Rikky Darling quitte Métal Urbain pour se consacrer uniquement à son autre groupe, Asphalt Jungle. Il est alors remplacé par Hermann Schwartz et Pat Lüger. Hermann Schwartz avait précédemment officié dans un groupe nommé Man Ray. Tranchant par un son explosif, une image radicale et ses textes volontairement très subversifs, le groupe sort le single Panik en mai 1977 (ressortie en septembre 1977), rencontrant un accueil enthousiaste en Angleterre, notamment chez John Peel et auprès du label Rough Trade. Signe de l'intérêt qu'il suscite outre-Manche, Métal Urbain voit son 45 tours Panik être nommé « single de la semaine » par l'hebdomadaire spécialisé New Musical Express. Rough Trade les signe alors que le groupe débarque à l'improviste dans leur boutique, avant une série de concerts en Angleterre en première partie de Generation X, et ils deviennent, avec leur 45 tours Paris Maquis, la première référence du label anglais. Ils enregistrent deux sessions pour John Peel, l'une enregistrée le 16 janvier 1978 (Ghetto + Atlantis + E-202) et l'autre le 11 octobre 1978 qui sera diffusée à l'antenne de la BBC Radio 1 le 25 octobre 1978 : Futurama + Numero Zero + Anarchie Au Palace + 50/50.
En France, Métal Urbain a du mal à dépasser la frange des premiers fans du punk-rock, mouvement underground dont la vitalité est méprisée par les médias français (même par les médias rock). Lassé par l'indifférence, après une lettre remontée aux journaux Best et Rock & Folk, Clode Panik quitte le groupe en décembre 1978. Il rejoindra en 1982 le groupe Etat-major. Le reste du groupe poursuit l'aventure, toujours sous le nom de Metal Urbain, mais aussi en expérimentant d'autres styles sous deux autres noms (Metal Boys plus expérimental, et Doctor Mix and the Remix qui est en réalité Métal Urbain reprenant des chansons des Stooges, Bowie, Seeds, Velvet Underground, Troggs, Roxy Music etc.). Certains titres de Metal Boys sont en réalité des titres de Métal Urbain, et vice-versa. Ils sont attribués à l'un ou l'autre des groupes, selon leurs versions et mixes, au gré des compilations.

### Deuxième période (2003–2015)

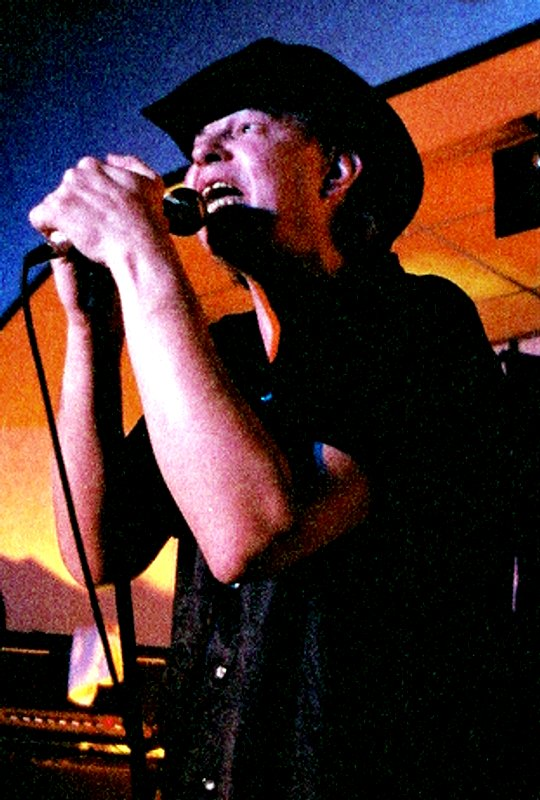
Métal Urbain en concert en 2006.

Le groupe se réunit en 1984, mais ce retour rencontre encore l'indifférence des médias et de l'industrie. Le groupe se sépare à peine trois ans plus tard, en 1987.
Métal Urbain se reforme en 2003 autour d'une série de rééditions CD et vinyles mondiales (France, États-Unis, Canada et Japon) orchestrées par le label Seventeen Records,. Cette nouvelle formation comporte dans un premier temps Éric Débris, Hermann Schwartz, Vott (ex-Komintern Sect) et Charlie H qui quitte le groupe en avril 2004, et est remplacé pour le reste de la tournée française par T.G. Parker. Pat Lüger assure aussi deux concerts avec le groupe, complétant la reformation, à Montréal, au Québec, en 2003 et 2004. À la rentrée 2004, Jérôme Solo intègre la formation et devient le nouveau clavieriste/machines. Cette même année, l'émission Tracks d'Arte se consacre à eux.
L'approche électro-punk du groupe, très novatrice en son temps, en a fait une référence pour des groupes comme The Jesus and Mary Chain, Primal Scream, Bérurier Noir (avec la boîte à rythmes), ou encore pour le producteur Steve Albini. Jello Biafra, connu notamment pour ses succès avec les Dead Kennedys, considère lui aussi Métal Urbain comme un groupe majeur et novateur, pour lui comme pour d'autres groupes américains. Métal Urbain publie son véritable premier album studio, J'irai chier dans ton vomi, bien accueilli par l'ensemble de la presse spécialisée,. Le groupe effectue une tournée en soutien à l'album entre 2006 et 2007. Deux ans plus tard, il suit d'un nouvel album, Crève salope, qui suit d'une anthologie intitulée Anthologie 77-79.
Métal Urbain cesse provisoirement ses activités au début des années 2010. Éric Débris décide de quitter la France pour s'installer au Texas, après la parution de son livre biographique de Métal Urbain Un bon hippie est un hippie mort, aux Éditions Camion Blanc en 2012, dans lequel il règle ses comptes avec l'industrie française. Le 14 juillet 2015, le groupe effectue son retour sur scène à Austin, Texas, aux États-Unis, avec Jello Biafra en invité et un changement de Line up, Hermann Schwartz se faisant remplacer par Jérôme Solo à la guitare et Jürgen Engler (leader du groupe Die Krupps) remplace Solo aux machines,.

## Membres

### Membres actuels
- Éric Débris (Éric Daugu) - chant, machines (depuis 1976)
- Hermann Schwartz (Jean-Louis Boulanger) - guitare (depuis 1977)
- Vott - guitare (depuis 2003)
- Jérôme Solo (Jérôme Sauleau) - machines / Guitare (depuis 2004)

### Anciens membres
- Clode Panik (Claude Perrone) - chant (1976-1978)
- Rikky Darling (Éric Feidt) - guitare (1976-1977, 1984-1987)
- Pat Lüger (Patrick Boulanger) - guitare (1977-1980)
- Zip Zinc (Jean-Pierre Zing) - machines (1976-1977, 1984-1987)
- Charlie H (Charles Hurbier) - machines (1979-1980, 1984-1987, 2003-2004)
- T.G. Parker (Guy Teixeira) - machines (2004)

## Discographie

### Albums studio
- 1981 : Les hommes morts sont dangereux (premier « album » officiel / en réalité une compilation de singles et d'inédits, Celluloid Records, rééditions Seventeen Records 2005 et 2011)
- 2006 : J'irai chier dans ton vomi (produit par Jello Biafra)

### Singles
- 1977 : Panik / Lady Coca Cola
- 1977 : Paris maquis / Clé de contact
- 1978 : Hystérie connective / Pop poubelle
- 2016 : Panik (réédition du single original en vinyle rouge et noir sur le label Alternative Tentacles de Jello Biafra lors du Records Store Day)

### Compilations
Métal Urbain n'a jamais publié de véritable album studio avant l'année 2006. Les albums sortis avant cette date sont des compilations de singles et sessions studios diverses.
- 1985 : L'Âge d'or (compilation, New Rose Records)
- 2003 : Chef-d'œuvre (anthologie 2 CD Seventeen Records)
- 2004 : Anarchy in Paris (compilation US sous licence Seventeen Records)
- 2008 : Crève salope (mini album huit titres de ré-enregistrements / contient également huit clips vidéos réalisés par Ovidie)
- 2008 : Anthologie 77-79 (coffret anthologique 3 CD, regroupant également des titres de Metal Boys et de Doctor Mix and the Remix)